# Everipedia
Everipedia is een vrij bewerkbare, overwegend Engelstalige commerciële internetencyclopedie die in december 2014 in Los Angeles werd opgericht. De artikelen zijn eind 2017 afkomstig uit de Engelstalige Wikipedia, Reddit en Google in combinatie met bewerkingen van eigen vrijwilligers.
Doordat de website decentraal wordt gehost via blockchain-technologie van EOS. kunnen landen als Turkije, Iran en China, die Wikipedia blokkeren, deze niet meer tegenhouden. Er wordt gebruik gemaakt van peer-to-peer-toepassingen en niet van gecentraliseerde servers, waarmee kosten van servers en back-ups worden voorkomen. Schrijvers ontvangen zogenoemde IQ-tokens, naargelang het aantal bewerkingen, die kunnen worden ingeruild voor cryptogeld. Everipedia haalde geld op via crowdfunding op Wefunder.

## Geschiedenis
In december 2014 werd een begin met Everipedia gemaakt als een van de projecten van Sam Kazemian en Tedde Forselius. In 2015 trad Mahbod Moghadam toe aan het bestuur en rond dezelfde tijd ontving de website de eerste financiering van Mucker Capital, ter hoogte van 120.000 dollar. In 2017 trad Larry Sanger toe als chief information officer. In dat jaar kwam ook een krediet van 30 miljoen dollar beschikbaar, van Galaxy Digital LP.
Begin 2018 telde Everipedia 6 miljoen artikelen, die vrijwel allemaal afkomstig waren van Wikipedia.

## Kritiek
Er is kritiek op de kwaliteit van Everipedia als het gaat om de overname van actuele artikelen op Wikipedia. Het is reeds verschillende malen voorgekomen dat de media feiten van Everipedia overnamen die onjuist waren, zoals ten tijde van de schietpartij in Las Vegas in oktober 2017. Everipedia biedt een service voor een maandelijks bedrag aan waarmee gebruikers en bedrijven op maat gemaakte Everipedia-items kunnen maken die "fulltime in de gaten gehouden worden om vandalisme te voorkomen".

## Relevantiecriteria
Everipedia kent twee basisregels: een artikel moet neutraal zijn en voorzien zijn van referenties. Anders dan bij bijvoorbeeld Wikipedia wordt er geen voorwaarde gesteld aan de relevantie van het onderwerp. Everipedia kiest daarmee voor een hoge mate van inclusionisme, in tegenstelling tot Wikipedia, dat wel relevantie als eis heeft.